# 19 Draconis
Désignations
19 Draconis (en abrégé 19 Dra) est une étoile binaire de la constellation boréale du Dragon. Elle est visible à l'œil nu avec une magnitude apparente de 4,89. Elle porte également la désignation de Bayer de h Draconis, 19 Draconis étant sa désignation de Flamsteed. Le système présente une parallaxe annuelle de 65,54 mas mesurée par le satellite Hipparcos, ce qui permet d'en déduire qu'il est distant de ∼ 49,8 a.l. (∼ 15,3 pc) de la Terre. Il se rapproche du Système solaire à une vitesse radiale héliocentrique de −21 km/s.
19 Draconis est une binaire spectroscopique avec une période orbitale de 52,1 jours et une excentricité de 0,22. Seule l'étoile primaire peut être directement détectée, la secondaire étant connue par l'effet Doppler qu'elle exerce dans le spectre ou par des perturbations autour du barycentre du système. La composante primaire est une étoile jaune-blanc de la séquence principale de type spectral F8V. Elle est 4 % plus massive que le Soleil et son rayon est 20 % plus grand que le rayon solaire. Sa température de surface est de 6 298 K et elle est environ deux fois plus lumineuse que le Soleil. En utilisant la spectroscopie et l'astrométrie, il est possible de préciser la nature de l'étoile secondaire. Elle est seulement 37 % aussi massive que le Soleil, et à peine 2 % aussi lumineuse que le lui. Le système est âgé d'environ 4,7 milliards d'années.